# جزر فارن

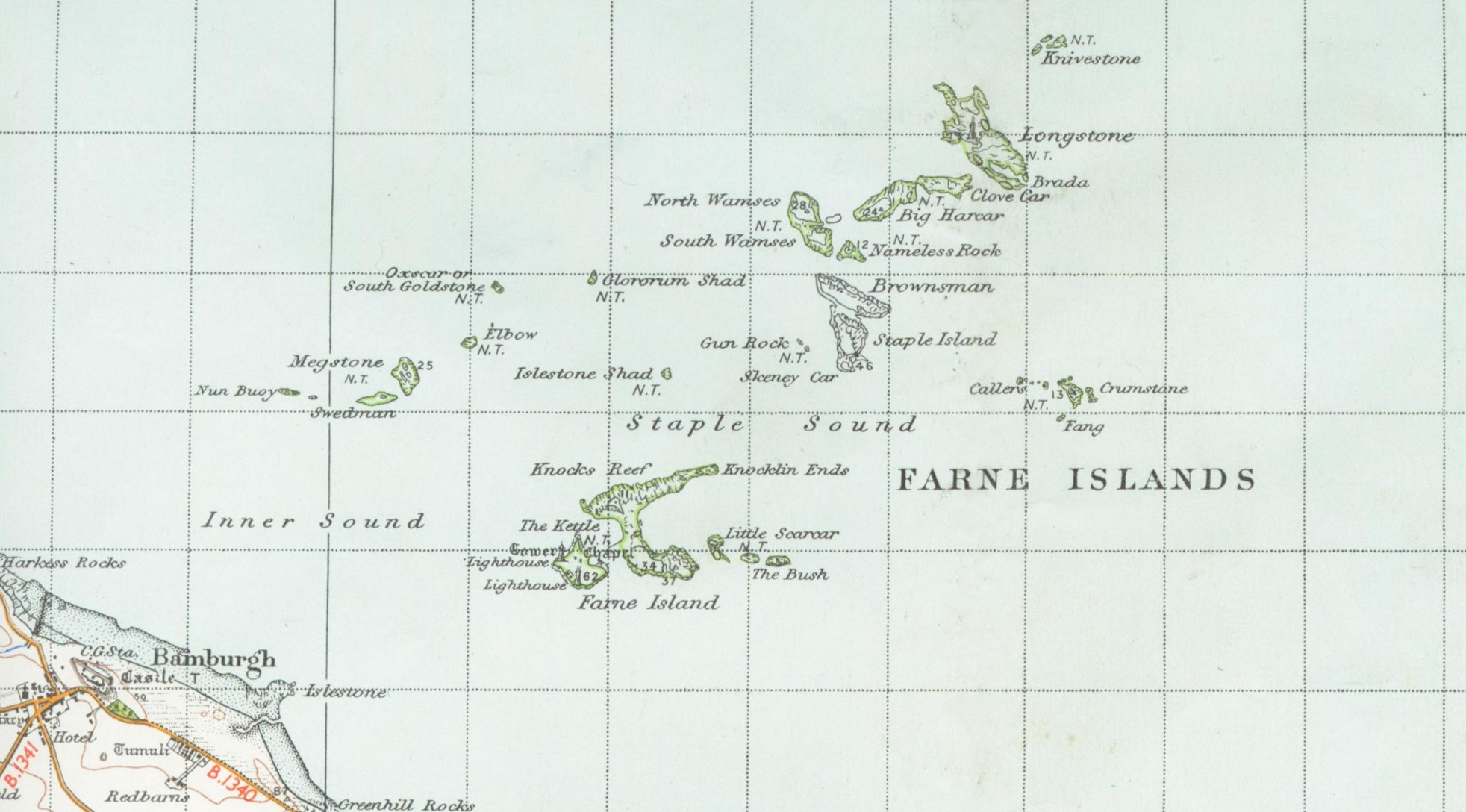
جزر فارن 1947

جزر فارن : بالإنجليزية (Farne Islands) هي مجموعة من الجزر الصغيرة ما بين 15 إلى 20 جزيرة حسب حاله المد، تبعد قليلاً عن ساحل نورثمبرلاند بإنكلترا حيث تبعد حوالى (2.4-7.6 كم) من خط الساحل، أكبرها جزيرة فارن أو هاوس أيلاند (16 فداناً إنكليزياً)، خصصت هذه الجزر لتربية الطيور البحرية.
  مقسمة إلى مجموعتين، المجموعة الداخلية والمجموعة الخارجية. الجزر الرئيسية في المجموعة الداخلية هي فارن الداخلية وايدبنس الشرقية والغربية، الجزر الرئيسية في المجموعة الخارجية هي جزيرة ستابل، وبراونسمان،

## مراجع

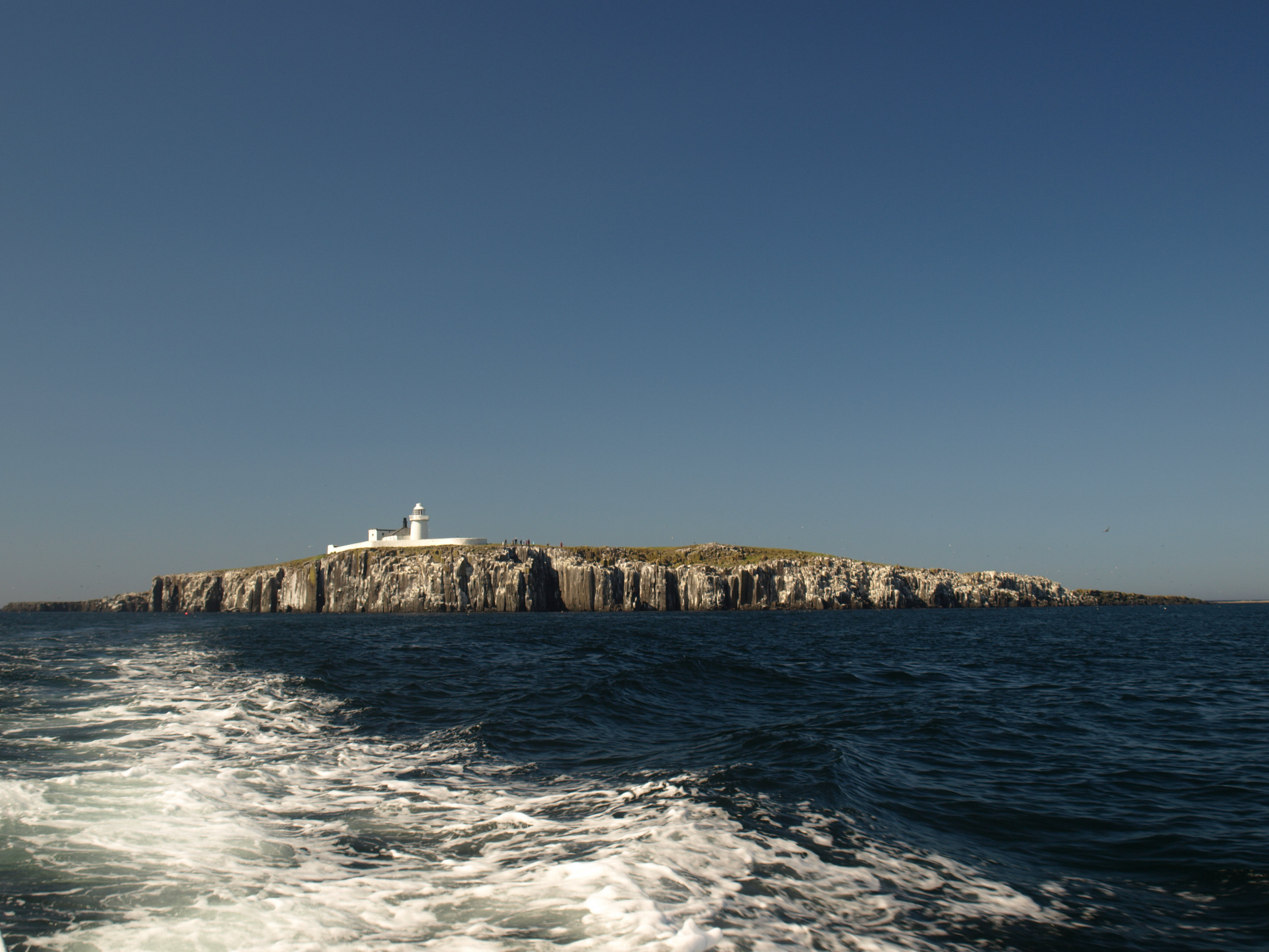
جزيرة فارن الداخلية ومنارتها.